# Α-D-ribosa 1-metilfosfonato 5-fosfato C-P-liasa
La Alfa-D-ribosa 1-metilfosfonato 5-fosfato C-P-liasa (EC 4.7.1.1);  
es una enzima que cataliza la siguiente reacción química:

Por lo tanto, el sustrato de esta enzima es la α-D-ribosa 1-metilfosfonato 5-fosfato (PRPn), mientras que sus dos productos son α-D-ribosa 1,2-fosfato cíclico 5-fosfato (PRcP) y metano.

## Clasificación
Esta enzima pertenece a la familia de las liasas, más concretamente a aquellas líasas que actúan formando enlaces carbono-fósforo.

## Nomenclatura
El nombre sistemático de esta enzima es α-D-ribosa-1-metilfosfonato-5-fosfato C-P-liasa (formadora de metano)

## Mecanismo
El enlace carbono-fósforo del sustrato se rompe por medio de una reacción basada en radicales para formar α-D-ribosa 1,2-fosfato cíclico 5-fosfato y metano en presencia de S-adenosil-L-metionina. Para su actividad enzimática requiere por lo tanto la presencia de SAM.

## Información adicional
La enzima fue aislada de Escherichia coli. Involucra un centro [4Fe-4S] y un radical S-adenosil-L-metionina (SAM).
Esta enzima pertenece a la familia de las liasas, concretamente a aquellas que actúan sobre enlaces entre carbono y fósforo.